# 山口県道312号矢代佐々並線
山口県道312号矢代佐々並線（やまぐちけんどう312ごう やだいささなみせん）は、山口県萩市を通る一般県道である。

## 概要
萩市大字明木（あきらぎ）から萩市大字佐々並に至る。

### 路線データ
- 起点：萩市大字明木（山口県道32号萩秋芳線交点）
- 終点：萩市大字佐々並（山口県道309号佐々並町絵美東線交点）

## 歴史
- 1995年（平成7年）3月31日 - 山口県告示第261号により認定される。

前身は旭村道。
- 2005年（平成17年）3月6日 - 萩市と阿武郡に属する6町村（須佐町、田万川町、旭村、川上村、福栄村、むつみ村）が対等合併して改めて萩市が発足したことに伴い起点および終点の地名表記が変更される（阿武郡旭村明木字矢代→萩市明木字矢代、阿武郡旭村佐々並→萩市佐々並）。

## 地理

### 通過する自治体
- 山口県
  - 萩市

### 交差する道路
| 交差する道路                  | 交差する場所         | 交差する場所 |
| ----------------------------- | -------------------- | ------------ |
| 山口県道32号萩秋芳線          | 大字明木（あきらぎ） | 起点         |
| 山口県道309号佐々並町絵美東線 | 大字佐々並           | 終点         |

### 沿線
- 萩市立佐々並小学校（終点付近）
- 道の駅あさひ（終点付近）